# Rocco Giusti
Rocco Giusti (Livorno, 2 ottobre 1985) è un attore italiano.

## Biografia
Noto al pubblico televisivo per aver interpretato il personaggio Ascanio Molteni nella soap opera CentoVetrine e Matteo Monforte nella fiction Mediaset Le tre rose di Eva, a fianco ad Anna Safroncik, Roberto Farnesi e Luca Capuano. È stato allievo dei laboratori attoriali del Teatro Verdi di Pisa e ha frequentato il Centro Sperimentale di Cinematografia.
Ha recitato nella pellicola I mostri oggi, film del 2009 diretto da Enrico Oldoini e interpretato, tra gli altri, da Diego Abatantuono, Sabrina Ferilli, Giorgio Panariello, Claudio Bisio e Angela Finocchiaro. Si tratta del seguito dei film I mostri del 1963 e I nuovi mostri del 1977. I vari episodi del film raccontano vizi e paure degli italiani di oggi. Prende parte all'episodio Padri e Figli nel ruolo di Tonino. Nel 2010 partecipa al docufilm di Luca Dal Canto Gruppo Labronico, realizzato in collaborazione con la Livorno Film Commission in occasione del 90º anno di attività di tale gruppo di pittori.
Nel 2017 prende parte alla sesta edizione di Pechino Express, reality show della Rai, in coppia con Francesco Arca con il quale forma la coppia dei Maschi; hanno viaggiato dalle Filippine fino al Giappone, passando per Taiwan, e sono stati eliminati solo al termine della semifinale ai piedi del monte Fuji. Nello stesso anno impersona Tommaso Fabiani nella fiction Mediaset Sacrificio d'amore, in onda fino a primavera 2018.
Nel 2020 entra nel cast de Il paradiso delle signore nel ruolo di Luigi Balzano, vecchio amico e compagno di liceo di Vittorio Conti, nonché tenente dell'Aeronautica Militare.

## Filmografia
- I mostri oggi, regia di Enrico Oldoini (2009)
- Gruppo Labronico, regia di Luca Dal Canto – docufilm (2010)
- Le idee di Berenice, regia di Eleonora Albrecht – cortometraggio (2012)
- Le tre rose di Eva – serie TV (2012-2015)
- CentoVetrine – soap opera (2013)
- Amore pensaci tu – serie TV (2017)
- Sacrificio d'amore – serie TV (2017-2018)
- Il paradiso delle signore –  soap opera (2020)